# Seijiro Nishimoto
Seijiro Nishimoto (en japonés: 西本正二郎, romanizado: Nishimoto Shojiro, 22 de octubre de 1976 – 29 de enero de 2009) fue un asesino en serie japonés responsable de cuatro robos-asesinatos cometidos en las prefecturas de Aichi y Nagano entre enero y septiembre de 2004. Fue condenado a muerte por estos crímenes, y posteriormente ejecutado para ellos en 2009.

## Primeros años
Shojiro Nishimoto nació en una familia adinerada en Iida el 22 de octubre de 1976, y su padre trabajaba en una empresa de producción de bentō de la cual su madre era hija del presidente de la empresa. Poco después de su nacimiento, enviaron a su padre a trabajar en Tokio, dejando al niño al cuidado de su madre. El 21 de agosto de 1994, fue trasladado a la escuela primaria Iida Hamaiba, donde se ganó la reputación de ser un estudiante aparentemente normal, con la excepción de que a menudo faltaba a la escuela porque sentía que no era muy bueno en eso.
Esta tendencia continuó en la escuela secundaria, y el desempeño de Nishimoto empeoró gradualmente debido a las frecuentes discusiones y el eventual divorcio de sus padres. Después de graduarse, encontró empleo en una empresa de mantenimiento forestal, pero se le consideraba un trabajador desagradable que a menudo holgazaneaba en el trabajo. Finalmente, cambió de empresa a la edad de 21 años, pero en agosto de 2002 tuvo un accidente automovilístico y sufrió una hernia discal, lo que lo obligó a jubilarse. Desempleado y con cada vez menos efectivo, viajó de regreso a Iida, donde pronto se casó con una mujer a la que se presentó como "el hijo de un empresario famoso".
A pesar de su nuevo amor, Nishimoto estaba acumulando deudas de empresas de alquiler y sus gastos personales, lo que finalmente lo obligó a recurrir al robo para encontrar una fuente de ingresos.

## Asesinatos
Mientras conducía su Nissan Cedric blanco por Nagoya el 13 de enero de 2004, el coche de Nishimoto se quedó sin gasolina. Al no tener medio de transporte, quiso robar una bicicleta, pero como no pudo encontrar una, se subió a un taxi y pidió que lo llevaran a Kasugai. Una vez que llegó a su destino, decapitó al conductor, Yasuo Minato, de 59 años, y luego robó 18.000 yenes de su coche.
El 27 de abril, irrumpió en la casa de Mie Shimanaka, de 77 años, en Iida, una anciana a la que conocía porque le había escrito un certificado el año anterior. Estranguló a Shimanaka y luego robó 15.000 yenes en efectivo y una alcancía. Su cuerpo fue encontrado ese mismo día por su hija mayor. Como no pudo pagar la totalidad de sus deudas con las empresas de alquiler de coches, comenzó a buscar su próximo objetivo.
Al examinar la guía telefónica, que mostraba las direcciones de los suscriptores y la estructura familiar del área de Takamori, Nishimoto eligió su próximo objetivo: Hitoshi Kato, de 69 años, un pensionista desempleado cuya residencia estaba aislada de otros hogares. El 10 de agosto, irrumpió en la casa de Kato y lo apuñaló en el pecho con un yanagi ba, y el anciano murió por pérdida de sangre. Luego robó su casa y robó 260.000 yenes en efectivo. El cuerpo de Kato fue encontrado cuatro días después por un trío de hermanos que habían decidido comprobar cómo estaba.
Su último asesinato se produjo el 7 de septiembre, cuando eligió una casa en la que había robado anteriormente: la de Aiko Kimura, de 74 años, que vivía sola en Takamori. Nishimoto llamó a la puerta de su casa y, cuando ella abrió, se disculpó por molestarla antes de apuñalar a Kimura varias veces con su cuchillo, provocando su muerte por pérdida de sangre. Luego le robó la cartera y un bolso con 6.000 yenes y huyó. El cuerpo de Kimura fue descubierto más tarde por su hija.

## Arresto y juicio
Para su próximo robo planeado, Nishimoto planeó robar en la casa de un conocido en Iida. El 13 de septiembre, intentó ingresar al local sin ser detectado, pero accidentalmente activó la alarma de seguridad y alertó al propietario. El hombre rápidamente alertó a la policía sobre el intruso sospechoso, quien fue arrestado inmediatamente a la llegada de los oficiales.
Luego llevaron a Nishimoto para ser interrogado en la estación de policía, donde, después de pasar una semana respondiendo preguntas mientras estaba conectado a un detector de mentiras, confesó los cuatro asesinatos que habían asolado recientemente a la comunidad. Fue acusado de cuatro cargos de asesinato y llevado ante el Tribunal de Distrito de Nagano, donde, el 17 de mayo de 2006, fue condenado a muerte tras ser declarado culpable de todos los cargos.
Durante su juicio de apelación en octubre, Nishimoto confesó repentinamente otro asesinato: supuestamente, había estrangulado a una mujer en Fukushima alrededor de abril o mayo de 2003, y luego enterró su cuerpo en algún lugar de la cordillera. Después de su juicio, investigadores de la prefectura de Fukushima fueron enviados a localizar el supuesto lugar de entierro, pero no pudieron localizarlo. Cuando se le presionó sobre esto, Nishimoto afirmó que todo era una invención hecha a partir de un sentimiento paranoico de que sus padres y hermanos lo abandonarían si lo declaraban culpable de asesinato nuevamente.

## Ejecución
En enero de 2007, Nishimoto retiró todas sus apelaciones y aceptó oficialmente su sentencia de muerte. Y así, el 29 de enero de 2009, fue ahorcado en el Centro de Detención de Tokio. Fue uno de los cuatro condenados a muerte ejecutados ese día: otros dos, Yukinari Kawamura y Testuya Sato, fueron ejecutados en doble ahorcamiento en el Centro de Detención de Nagoya, mientras que Tadashi Makino fue ahorcado en el Centro de Detención de Fukuoka.